# Bilal Hamidouch
Bilal Hamidouch, né le 28 avril 1998 à Kénitra (Maroc), est un joueur de futsal international marocain.

## Biographie
Bilal Hamidouch naît à Kénitra et commence le futsal dans sa ville.

### Carrière en club

#### Dina Kénitra FC (2020-)
En octobre 2020, il paraphe un contrat de trois saisons au Dina Kénitra FC.

### Carrière internationale
En pleine pandémie de Covid-19, le 5 août 2020, Bilal Hamidouch est appelé pour la première fois par le sélectionneur Hicham Dguig avec l'équipe du Maroc pour un stage de préparation. Quelques mois plus tard, il fait ses débuts avec l'équipe du Maroc en novembre 2020 à l'occasion d'une double confrontation contre la Roumanie en préparation de la Coupe du monde de futsal de 2021 en Lituanie. Il n'est finalement pas retenu dans la liste définitive pour prendre part à la Coupe du monde.
Le 14 février, 2021, il est repris dans la liste de Hicham Dguig pour un stage de préparation avec l'équipe première. Deux mois plus tard, le 7 avril 2021, il reçoit sa première sélection avec l'équipe du Maroc U23 sous le sélectionneur Mohamed Maouni au Centre sportif de Maâmora,,.
Le 25 avril 2022, il retourne en sélection en étant rappelé le cadre d'un stage de préparation,. Il prend ainsi part à une double confrontation amicale face à l'Argentine à Rabat. Le Maroc remporte le premier match (4-3) mais s'incline lors du second (3-2),.
Le 17 juin 2022, il est sélectionné pour la Coupe arabe de futsal 2022 à Dammam en Arabie saoudite,. Le Maroc remporte facilement la compétition après de multiples victoires, notamment face au Koweït (victoire, 6-4), la Somalie (victoire, 16-0), la Mauritanie (victoire, 13-0), la Libye (3-0), l'Egypte en demi-finale (victoire, 5-2) et l'Irak en finale (victoire, 3-0),.
Le 16 août 2022, il est sélectionné pour des matchs amicaux avec le Maroc à l'occasion des préparations à la Coupe des confédérations de futsal en Thaïlande,.
Le 6 octobre 2022, il figure sur une liste de joueurs marocains pour la participation à une double confrontation amicale face au Brésil.

## Palmarès
| Maroc (2)                                                                                               |
| --- |
| - Coupe arabe des nations (1) - Champion : 2022 - Tournoi international du Maroc (1) - Vainqueur : 2025 |